# Deportes Tolima
Corporación Club Deportes Tolima is een professionele voetbalclub uit Ibagué, Colombia. De club werd opgericht op 18 december 1954 en komt uit in de Categoría Primera A, de hoogste divisie van het Colombiaanse voetbal.
In 1955 nam de club voor het eerst deel aan de nationale voetbalcompetitie, met een team dat vooral bestond uit Argentijnen. In het begin van de jaren tachtig had Deportes Tolima een sterk team en in 1982 wist de club de halve finale van de Copa Libertadores te halen. Toch moest de club moest tot 2003 wachten op de eerste landstitel. In het seizoen 2003-II eindigde de club als kampioen door in de finale van de play-offs Deportivo Cali te verslaan. In het seizoen 2006-II werd de club tweede, nadat de finale tegen Cúcuta Deportivo verloren ging.

## Erelijst
- Landskampioen (3)

2003-II, 2018-I, 2021-I
- Superliga colombiana (1)

2022
- Categoría Primera B (1)

1994

## Stadion
Deportes Tolima speelt zijn thuiswedstrijden in het Estadio Manuel Murillo Toro in Ibagué. Dit stadion werd in 1955 in gebruik genomen en biedt momenteel plaats aan 31.000 toeschouwers. Het stadion heeft verschillende namen gekend. Momenteel is het vernoemd naar de oud-president van Colombia Manuel Murillo Toro.